# Hrabstwo Howard (Iowa)

Piramida wieku hrabstwa

Hrabstwo Howard – hrabstwo położone w USA w stanie Iowa z siedzibą w mieście Cresco. Założone w 1851 roku.

## Miasta i miejscowości
- Chester
- Cresco
- Elma
- Lime Springs
- Protivin
- Riceville

## Drogi główne
- U.S. Highway 63
- Iowa Highway 9
- Iowa Highway 139

## Sąsiednie hrabstwa
- Hrabstwo Mower
- Hrabstwo Fillmore
- Hrabstwo Winnesheik
- Hrabstwo Chickasaw
- Hrabstwo Mitchell
- Hrabstwo Floyd